# Steyr EVO 10
Steyr EVO 10 je jednoranná vzduchová sportovní pistole vyráběná firmou Steyr Sport GmbH. Zbraň konstrukčně vychází ze starší Steyr LP 10; nejvíce znatelným rozdílem je děrovaný kryt hlavně. Dalšími technologickými novinkami je možnost natáčení hledí, mušky i pažby mnoha směry. Změny oproti předchozí verzi doznal také kompenzátor.
Výmetným plynem je stlačený vzduch. Komerčně se prodává ve dvou barevných variantách - černé a stříbrné povrchové úpravě; vzduchové kartuše však má barevných provedení více.
Obecně je tato zbraň určena pro profesionální sportovní střelce. Několik kusů této zbraně koupil i Český střelecký svaz a střílí s ní například pistolář Pavel Schejbal nebo Jakub Sochor.

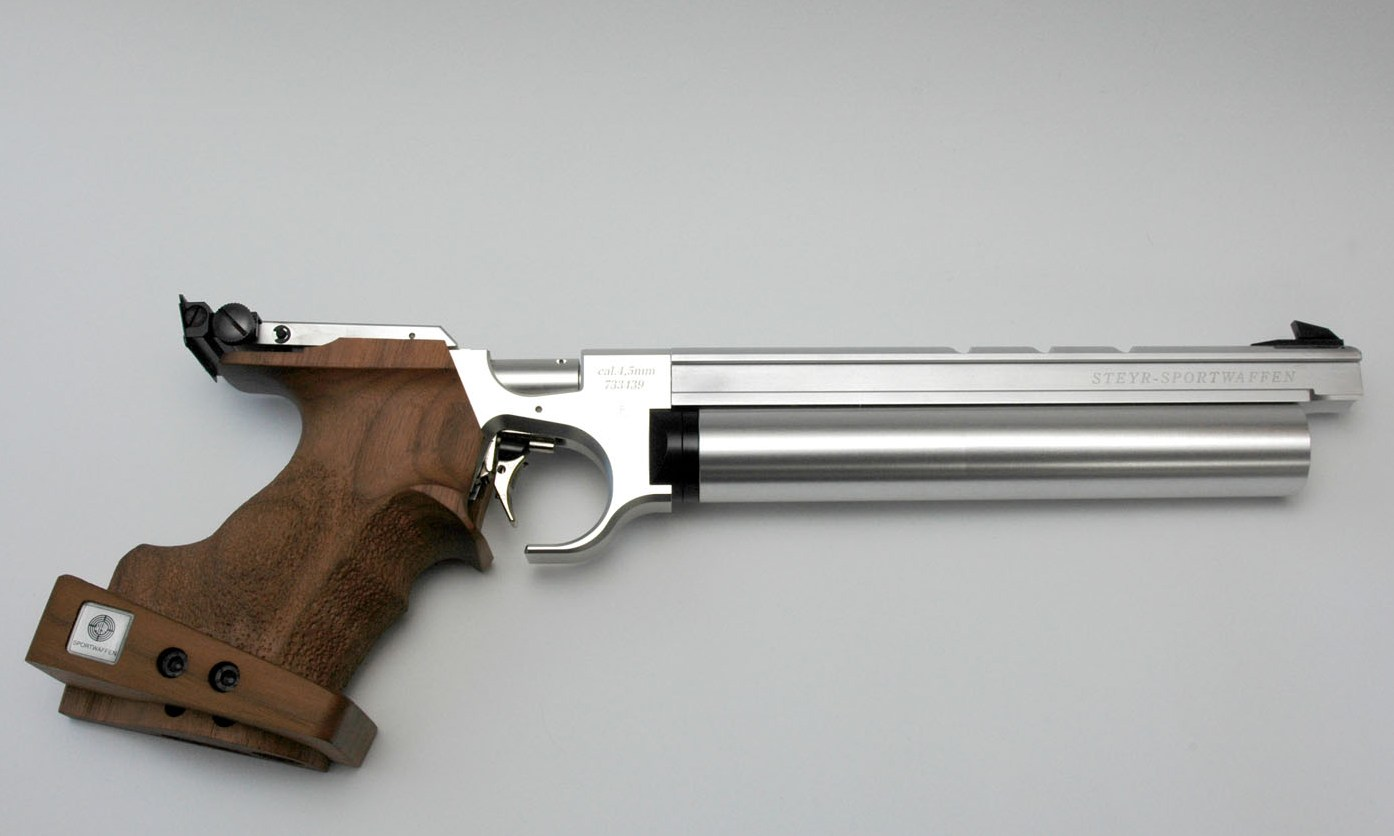
Předchůdkyně Steyr EVO 10 - Steyr LP 10

## Typy
- Steyr EVO 10 - mechanická spoušť[2]

- Steyr EVO 10 E - elektronická spoušť

- Steyr EVO 10 compact - mechanická spoušť, kratší o 5 cm a lehčí o 67 gramů[3]

- Steyr EVO 10 compact E - elektronická spoušť, kratší o 5 cm a lehčí o 67 gramů[4]